# Pecílids

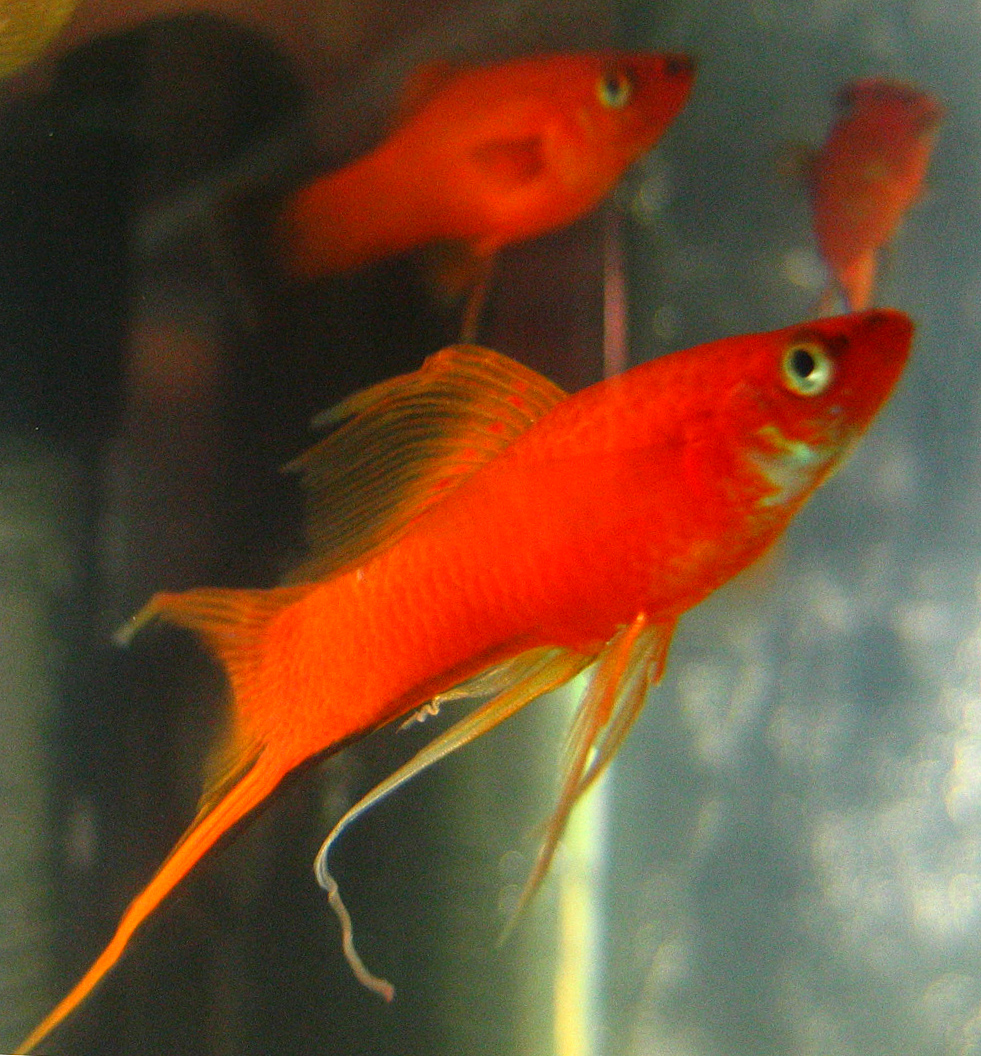
Xiphophorus helleri

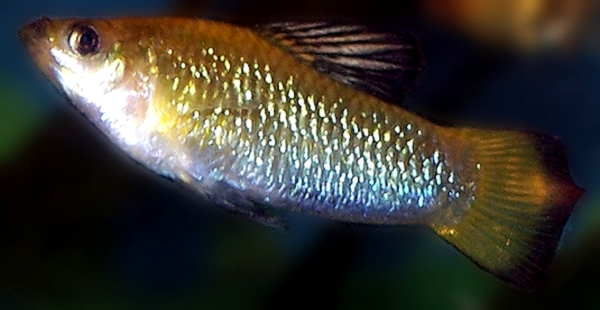
Limia perugiae

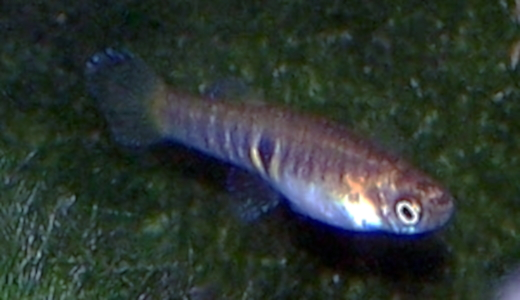
Neoheterandria elegans

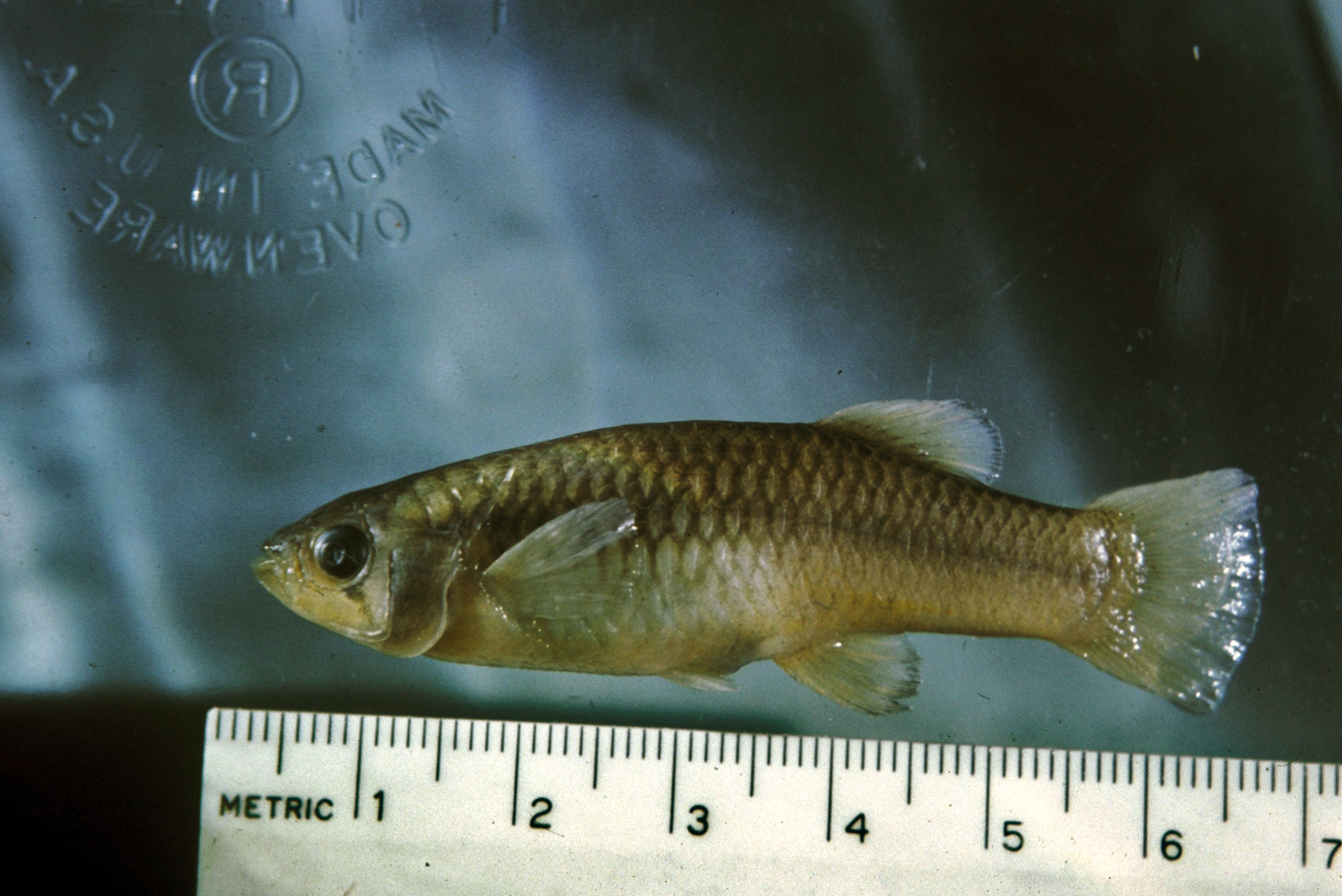
Gambusia gaigei

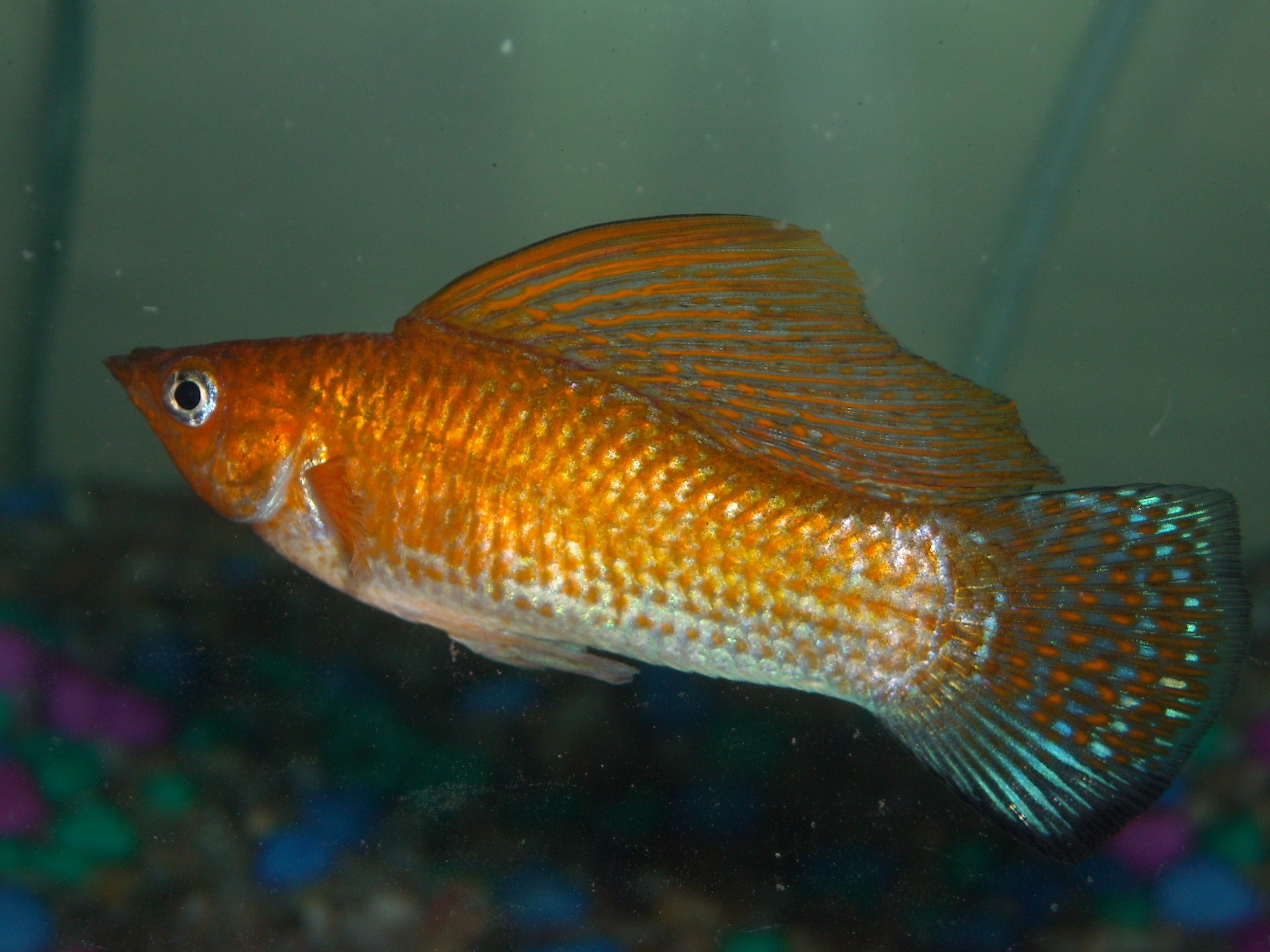
Poecilia velifera

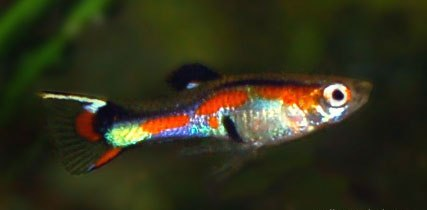
Poecilia wingei

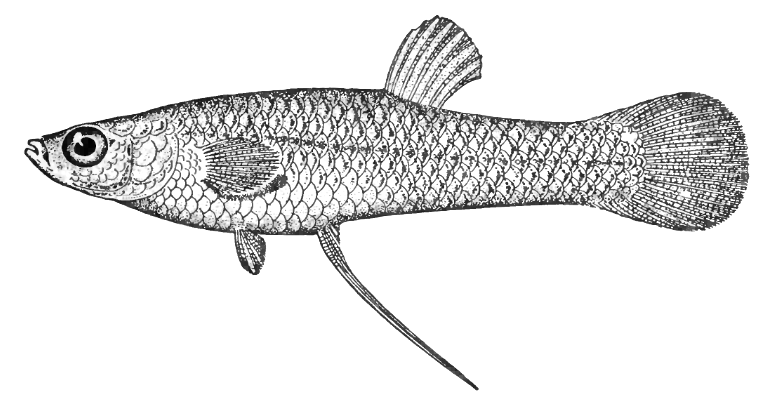
Gambusia affinis

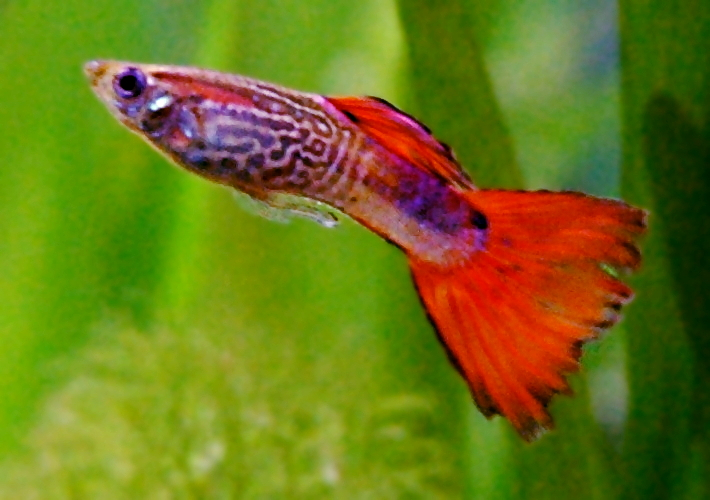
Mascle de Poecilia reticulata

Els pecílids (Poeciliidae) són una família de peixos de l'ordre dels ciprinodontiformes, entre els quals hi ha la gambúsia.

## Morfologia
Són peixos petits i, normalment, no ultrapassen pas els 18 cm de longitud. Cos allargat i no gaire alt. Boca molt petita. L'origen de l'aleta dorsal és posterior a l'anal. Aleta caudal simètrica. Dimorfisme sexual força accentuat: els mascles són més petits que les femelles i l'aleta anal dels mascles s'ha transformat en un òrgan copulador anomenat gonopodi. Moltes espècies tenen una coloració variable i una forta inclinació per les mutacions, ja que n'hi ha que s'encreuen entre si amb gran facilitat (això ha permès als criadors crear-ne nombroses formes ornamentals).

## Reproducció
Poden ser ovovivípars o vivípars. El gonopodi dels mascles és emprat per a introduir els espermatozoides en els oviductes de la femella (hi romandran vius molt de temps i, així, la femella pot tindre diversos grups de cries sense retrobar-se amb el mascle). Els embrions es desenvolupen en els ovaris de la femella, alimentant-se del sac vitel·lí de l'ou; no tenen cap vincle amb el cos de la femella i no n'obtenen substàncies per a la seua supervivència. No es tracta, doncs, d'una veritable viviparitat, sinó d'una ovoviviparitat. Es reconeix generalment les femelles gràvides per la taca de gestació fosca que es desenvolupa a la part posterior de l'abdomen, així com pel seu volum més acusat. Quan surten del cos de la femella, els embrions -ja bastant grans- encara estan lligats a l'ou, però se n'alliberen immediatament i neden.

## Distribució geogràfica
Són típicament americans d'aigua dolça (des del sud dels Estats Units fins al nord-est de l'Argentina), tot i que han estat introduïts a les regions càlides d'altres continents.

## Gèneres
- Subfamília Aplocheilichthyinae (Myers, 1928)
  - Gènere Aplocheilichthys (Bleeker, 1863)
  - Gènere Hylopanchax (Poll et Lambert, 1965)
  - Gènere Laciris (Huber, 1982)
  - Gènere Lacustricola (Myers, 1924)
  - Gènere Poropanchax (Clausen, 1967)
- Subfamília Poeciliinae (Garman, 1895)
  - Gènere  Alfaro (Meek, 1912)
  - Gènere Belonesox (Kner, 1860)
  - Gènere Brachyrhaphis (Regan, 1913)
  - Gènere Carlhubbsia (Whitley, 1951)
  - Gènere Cnesterodon (Garman, 1895)
  - Gènere Gambusia (Poey, 1854)
  - Gènere Girardinus (Poey, 1854)
  - Gènere Heterandria (Agassiz, 1853)
  - Gènere Limia (Poey, 1854)
  - Gènere Micropoecilia (Hubbs, 1926)
  - Gènere Neoheterandria (Henn, 1916)
  - Gènere Pamphorichthys (Regan, 1913)
  - Gènere Phallichthys (Hubbs, 1924)
  - Gènere Phalloceros (Eigenmann, 1907)
  - Gènere Phalloptychus (Eigenmann, 1907)
  - Gènere Phallotorynus (Henn, 1916)
  - Gènere Poecilia (Bloch et Schneider, 1801)
  - Gènere Poeciliopsis (Regan, 1913)
  - Gènere Priapella (Regan, 1913)
  - Gènere Priapichthys (Regan, 1913)
  - Gènere Pseudopoecilia (Regan, 1913)
  - Gènere Quintana (Hubbs, 1934)
  - Gènere Scolichthys (Rosen, 1967)
  - Gènere Tomeurus (Eigenmann, 1909)
  - Gènere Xenodexia (Hubbs, 1950)
  - Gènere Xenophallus (Hubbs, 1924)
  - Gènere Xiphophorus (Heckel, 1848)
- Subfamília Procatopodinae (Fowler, 1916)
  - Gènere Cynopanchax (Ahl, 1928)
  - Gènere Fluviphylax (Whitley, 1965)
  - Gènere Hypsopanchax (Myers, 1924)
  - Gènere Lamprichthys (Regan, 1911)
  - Gènere Micropanchax (Myers, 1924)
  - Gènere Pantanodon (Myers, 1955)
  - Gènere Plataplochilus (Ahl, 1928)
  - Gènere Procatopus (Boulenger, 1904)[5][6][7][8][9][10]